# Angélique du Coudray
Angélique du Coudray, (Angélique-Marguerite Le Boursier du Coudray), (Clermont-Ferrand, 1714 – Bordeaux, 1789), è stata una divulgatrice scientifica, scrittrice e ostetrica francese che divenne famosa per essere stata la prima levatrice in Francia a insegnare come aiutare le donne a partorire. Con lei acquista uno statuto di vera professionista la figura francese della sage-femme, una donna che, pur non essendo medico, aveva conoscenze mediche più approfondite delle donne anziane che tradizionalmente aiutavano le partorienti..

## Biografia

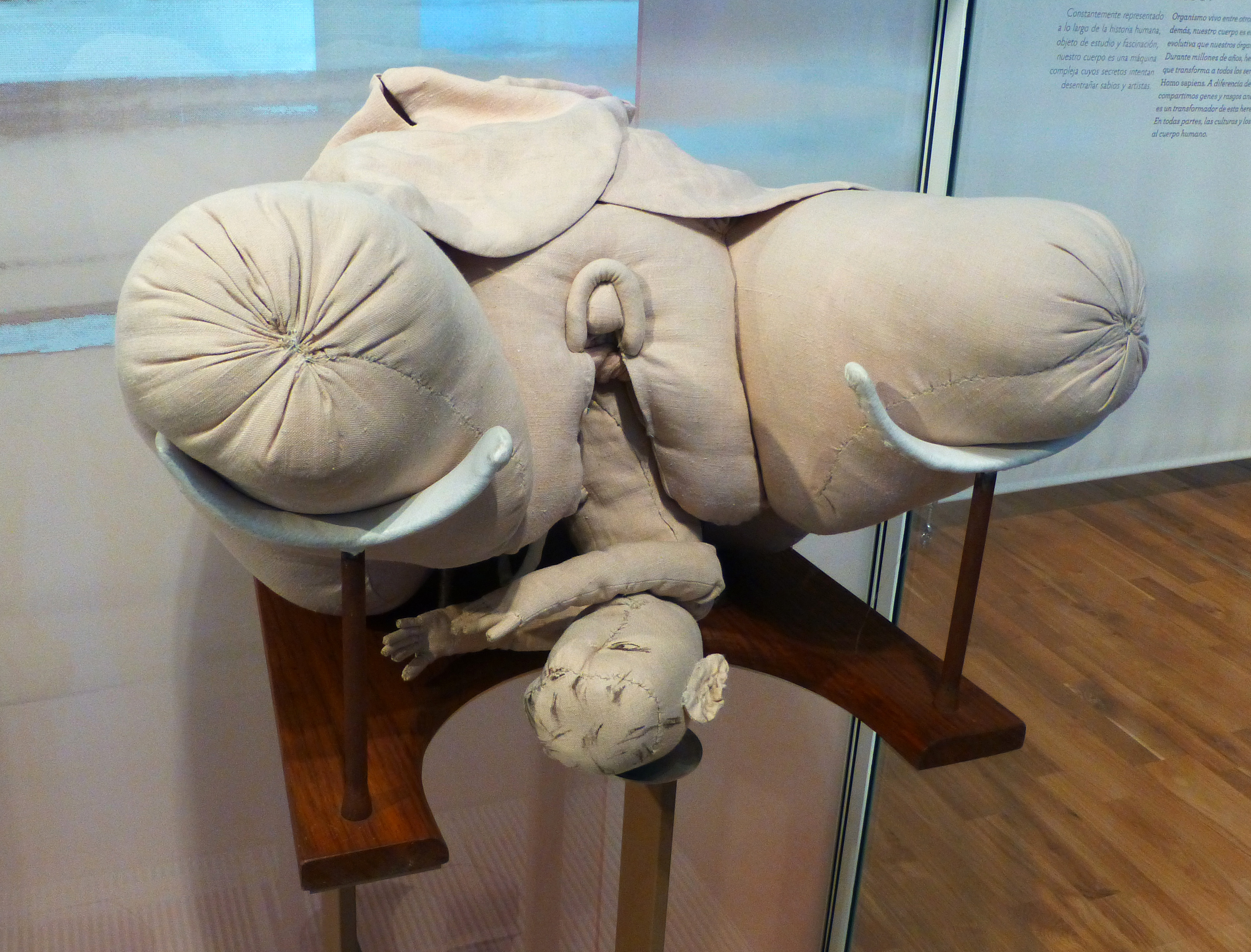
Manichino di Madame du Coudray conservato presso il Musée de l'Homme

Madame du Coudray, il cui nome da nubile era Angélique-Marguerite Le Boursier o Leboursier, iniziò molto giovane a lavorare come assistente di una famosa "sage-femme" parigina, Mme Bairsin. Dopo numerosi anni di pratica il 26 settembre 1739 ottenne un certificato che attestava le sue competenze e il 21 febbraio 1740 una patente che le permise di esercitare autonomamente la professione. Rapidamente divenne una delle sage-femme più famose di Parigi.
La sua reputazione era così consolidata che il re Luigi XV la incaricò di girare la Francia per formare altre sage-femme nelle campagne e nei paesi, in modo da ridurre la mortalità durante il parto. Madame du Coudray creò un corso totalmente nuovo, incentrato sugli aspetti pratici, per spiegare il parto nel modo più semplice possibile. Per fare questo ebbe l'idea di realizzare un manichino in tessuto, che presentò al re e al medico reale, Germain Pichault de La Martinière, nell'ottobre 1759, e che fu in seguito conservato al Musée de l'Homme di Parigi. Iniziò i suoi corsi nel 1760 a Clermont-Ferrand, dove era già nota, e poi prese a spostarsi in tutta la Francia terminando nel 1783. Durante i suoi viaggi perorò sempre l'apertura di servizi di maternità. I corsi duravano circa due mesi per ogni gruppo di allieve. È difficile calcolare quante allieve in totale seguirono i corsi ma si stima fossero circa 5.000, oltre ad alcuni medici.
Il suo lavoro fu poi ripreso nel 1785 dalla nipote, Margurite Guillaumanche, che lei stessa aveva formato a partire dai 13 anni. La ragazza divenne in seguito conosciuta come Madame Coutanceau per aver sposato il 28 febbraio 1775 all'età di 19 anni, il medico Jean-Pierre Coutanceau.
Morì nel 1789 all'età di 75 anni.

## Opere
- Angélique du Coudray, Abrégé de l'art des accouchemens : dans lequel on donne les préceptes nécessaires pour le mettre heureusement en pratique, et auquel on a joint plusieurs observations intéressantes sur des cas singuliers, 1759.
- Angélique du Coudray, Abrégé de l'art des accouchemens : dans lequel on donne les préceptes nécessaires pour le mettre heureusement en pratique, et auquel on a joint plusieurs observations intéressantes sur des cas singuliers, 1769.

## Riconoscimenti
- Le città di Thorigné-Fouillard e di Clermont-Ferrand, sua città natale, le hanno dedicato una strada.
- L'ospedale della città di Melun le ha dedicato il reparto maternità.[7]